# Виландро (Болцано)
Виландро је насеље у Италији у округу Болцано, региону Трентино-Јужни Тирол.
Према процени из 2011. у насељу је живело 773 становника. Насеље се налази на надморској висини од 869 м.